# Andrés Perton
Andrés Perton (Aquitania, 16 de marzo de 1961) es un escritor colombiano, bautizado con el nombre de Siervo Pérez Torres, que cambió por el de Andrés Perton.

## Reseña biográfica
Nació en Aquitania, Boyacá, el 16 de marzo de 1961. Ingresó a la Universidad Nacional de Colombia a estudiar Ingeniería de Sistemas, carrera que abandona para dedicarse a la literatura. 
Con los relatos Y pensar que no sabe que se va a morir, La Infracción, El informe fénix es finalista en los concursos nacionales Prensa Nueva, Municipio de Samaná (Caldas) y Ciudad de Barrancabermeja. Su relato La Presencia es incluido en la antología de cuentos Veinte asedios al amor y a la muerte del Ministerio de Cultura. Con el cuento La secta del libro ganó el tercer puesto en la novena versión del Concurso Nacional de Cuento para Trabajadores. En el mismo concurso, al año siguiente, recibió una Mención de honor por el relato La novela apócrifa de Nezval. En 2001, en el Concurso Nacional de Cuento del Instituto Distrital de Cultura y Turismo de Bogotá es finalista con el libro de cuentos Los rollos del desertor. En el mismo año, con la obra En busca de la Arcadia, es uno de los tres finalistas en el Concurso Nacional de Cuento del Ministerio de Cultura. En el 2013, con la obra Los códices del apátrida, gana el Premio Nacional de Libro de Cuentos de la Universidad Central, libro que, según worldCat.org, figura en treinta y ocho bibliotecas tanto a nivel nacional como internacional.

## Premios
- Premio Nacional Libro de cuentos Universidad Central 2013 con Los códices del apátrida
- Tercer puesto en la novena versión del Concurso Nacional de Cuento para Trabajadores 1999 con La secta del Libro
- Mención de honor en el Concurso Nacional de Cuento para Trabajadores 2000 con el relato La novela apócrifa de Nezval
- Finalista en los concursos nacionales Prensa Nueva y Municipio de Samaná con los relatos Y pensar que no sabe que se va a morir y La Infracción
- Finalista en el Concurso Nacional de Cuento Ciudad de Barrancabermeja año 1995 con el relato El informe fénix
- Finalista en el Concurso Nacional de Cuento del Instituto Distrital de Cultura y Turismo de Bogotá 2001 con su libro Los rollos del desertor
- Finalista en el Concurso Nacional de Cuento del Ministerio de Cultura 2001 con el libro En busca de la Arcadia